# New Bone
New Bone – zespół grający muzykę jazzową, założony przez studentów Akademii Muzycznej w Krakowie w 1996 roku.
Nazwa zespołu w muzycznym żargonie oznacza instrumenty dęte blaszane. Grupa New Bone wystąpiła na wielu znaczących festiwalach w Polsce i za granicą, m.in.: Bydgoszcz Jazz Festiwal (2009), Hanza Jazz Festiwal (Koszalin 2009), Festiwal Jazz Bez… (Przemyśl, Lwów 2009), Festiwal Jazz w Muzeum (Ostrów Wielkopolski 2009), JVC Jazz Festival (Legionowo 2005), Sopot Molo Jazz Festival (Sopot 2012), RCK Pro Jazz Festival (Kołobrzeg 2013), Festiwal Polskie Gwiazdy Światowego Jazzu (Moskwa, Rosja – 2013), Delhi International Jazz Festival (New Delhi, Indie – 2013), Varna Summer International Jazz Festival (Varna, Bułgaria – 2014). Formacja zaprezentowała się w ramach drugiej edycji festiwalu Polskie Gwiazdy Światowego Jazzu w Moskwie, a także podczas Międzynarodowego Delhi Jazz Festival w 2013 r. Zespół był także jedną z gwiazd Varna Summer International Jazz Festival w Bułgarii w 2014 r. Brał również udział na w festiwalu Art Jazz Cooperation – Ukraina 2015, a w czasie pobytu w Indiach zapisał się także w historii jako pierwsza formacja, która wystąpiła z koncertem jazzowym na żywo w Kaszmirze.

## Muzycy
Skład zespołu od 2014 roku
- Tomasz Kudyk – trąbka, flugelhorn
- Bartłomiej Prucnal – saksofon altowy
- Dominik Wania – fortepian
- Maciej Adamczak – kontrabas
- Dawid Fortuna – perkusja

## Historia
Początkowo inspiracją dla muzyków New Bone była muzyka Wayne Shortera,
Milesa Davisa czy Horace Silvera. Przełomowym momentem w karierze zespołu było nagranie debiutanckiej płyty „Something for now”, na której znalazły się autorskie kompozycje lidera zespołu Tomasza Kudyka. Płyta została ciepło przyjęta zarówno
przez krytyków, jak i słuchaczy. Od tego momentu zespół zaczął występować w najważniejszych miejscach dla polskiej sceny jazzowej. W 2009 roku grupa New Bone nagrała drugą płytę „It’s not easy”, która jest kontynuacją „Something for now”, ale przyniosła nowe spojrzenie na grę zespołową oraz
interakcje między muzykami. Wpływ na to miały niewątpliwie zmiany personalne, które miały miejsce w zespole – do New Bone dołączyli pianista Paweł Kaczmarczyk oraz perkusista Arek Skolik. W styczniu 2012 roku zespół zarejestrował materiał na trzecią autorską płytę zatytułowaną „Destined” (premiera: kwiecień 2012 rok), nagraną z gościnnym udziałem Tomasza Grzegorskiego na saksofonie tenorowym i
Jana Pilcha na instrumentach perkusyjnych. Zespół wykonuje głównie kompozycje lidera, Tomasza Kudyka.

## Dyskografia
Albumy
| Data | Tytuł             | Wytwórnia                |
| ---- | ----------------- | ------------------------ |
| 2004 | Something For Now | Gowi Records             |
| 2009 | It's Not Easy     | Gowi Records             |
| 2012 | Destined          | CM Records               |
| 2014 | Follow me         | CM Records               |
| 2015 | Od-JAZZ-dowo      | F. F. Folk, Bogdan Lenda |
| 2020 | Longing           | CM Records               |